# Конрад фон Роденщайн
Конрад фон Роденщайн (на немски: Konrad von Rodenstein; Conrad I von Crumbach; * ок. 1300; † пр. 1340) е благордник от фамилията Роденщайн-Крумбах в Оденвалд в Южен Хесен.

## Произход
Той е син на Херман I фон Роденщайн (* ок. 1270) и съпругата му фон Крумбах (* ок. 1270), дъщеря на Рудолф фон Крумбах, господар на Роденщайн.
Господарите фон Роденщайн измират през 1671 г.

## Фамилия
Конрад фон Роденщайн се жени ок. 1330 г. за фон Франкенщайн, дъщеря на рицар Конрад I фон Франкенщайн († сл. 1292) и Ирменгард фон Магенхайм († сл. 1292), дъщеря на Еркингер V фон Магенхайм († 1308) и Анна († сл. 1308). Те имат децата:
- Хайнрих фон Крумбах (*1346; † сл. 1369), женен за Агнес фон Лизберг
- Рудолф фон Крумбах (* пр. 1346; † сл.1360)
- Елизабет фон Роденщайн, омъжена за Йохан Кемерер фон Вормс († 5 май 1363), син на Хайнрих Кемерер фон Вормс-Гунтхайм († 1316) и Гудула фон Мекенхайм († 1346)
- Еркингер I фон Роденщайн (* ок. 1338; † 1379), женен ок. 1367 г. за Хилгардис (* ок. 1345); баща на:
  - Херман III фон Роденщайн (* ок. 1368; † 1419), женен ок. 1390 г. за фон Берлихинген (* ок. 1368); баща на:
    - Херман IV фон Роденщайн (* 1392; † сл. 1448), женен ок. 1416 г. за Елизабет фон Хиршхорн (* ок. 1384; † 1436)

Негови потомци са:
- Еберхард фон Роденщайн, княжески абат на Фулда (1313 – 1315)
- Филип фон Роденщайн (1564 – 1604), епископ на Вормс (1595 – 1604)
- Георг Антон фон Роденщайн (1579 – 1652), епископ на Вормс (1629 – 1652)